# Feliks Biały
Feliks Biały (ur. 24 kwietnia 1875 w Śmiglu, zm. 5 sierpnia 1943 w Krakowie) – polski lekarz i działacz narodowy na Górnym Śląsku, od 1904 mieszkający w Rybniku. Działacz Uniwersytetu Ludowego, banku ludowego, Towarzystwa Turystycznego „Beskid”, prezes rybnickiego Towarzystwa Gimnastycznego „Sokół”, współzałożyciel „Gazety Ludowej”.

## Życiorys
Urodził się w rodzinie nauczyciela Józefa i Anny z Szolców. Pierwsze nauki pobierał od ojca. Do gimnazjum uczęszczał w Lesznie i Krotoszynie, gdzie zdał maturę w 1896. Studia medyczne odbywał we Wrocławiu, Würzburgu, Monachium i w Lipsku, gdzie w 1901 uzyskał doktorat.
Podczas studiów należał do pierwszego śląskiego gniazda „Sokoła” we Wrocławiu. Wtedy również działał w tajnej niepodległościowej organizacji akademickiej Związku Młodzieży Polskiej "Zet". W konsekwencji, w 1901 został skazany przez władze pruskie na karę sześciu tygodni więzienia w procesie wytoczonym polskim studentom w Poznaniu za uczestnictwo w tajnych organizacjach niepodległościowych.
W 1903 zawarł związek małżeński z Jadwigą z domu Knechtel – znaną polską działaczką w Rybniku - z którą miał córkę Wandę i dwóch synów: Lecha i Zbigniewa.
Praktykę lekarską rozpoczął w Buku koło Poznania. W 1904 przeniósł się z Wielkopolski na stałe na Górny Śląsk, gdzie osiedlił się w Rybniku i z tym miastem związał swe późniejsze życie. W mieście objął praktykę lekarską po doktorze Antonim Jaworowiczu i do 1918 był jedynym polskim lekarzem w Rybniku. Podobnie jak wszystkich polskich lekarzy na Górnym Śląsku Feliksa Białego nie dopuszczono do kas chorych, dlatego wykonywał praktykę prywatną, otaczając bezinteresownie opieką biedną ludność polską. 
W 1904 wszedł do zarządu banku ludowego w Rybniku. Wraz z miejscowym księgarzem Maksymilianem Basistą rozwinął działalność Towarzystwa Czytelni Ludowych (TCL) w powiecie rybnickim, gromadząc zbiory do wypożyczalni książek w Rybniku. W 1908 współdziałał przy założeniu Towarzystwa Lekarzy Polaków na Śląsku. Rok później był współzałożycielem, członkiem zarządu, a w latach 1911–1913 prezesem Polskiego Towarzystwa Turystycznego „Beskid”, mającego na celu rozwój polskiej turystyki w Beskidzie Śląskim, całkowicie przedtem opanowanego przez Niemców. Siedziba tego towarzystwa znajdowała się w Cieszynie, a więc wykraczała poza granice zaboru pruskiego.
Za swoją działalność został aresztowany przez Niemców w czasie I wojny światowej. W 1917 jako niemiecki poddany został wcielony do wojska w charakterze lekarza. Przed zakończeniem działań zbrojnych z powodu choroby zwolniono go z armii. W grudniu 1918 po zakończeniu pierwszej wojny światowej reprezentował ziemię rybnicką w obradach Polskiego Sejmu Dzielnicowego w Poznaniu.
W czasie powstań śląskich był komisarzem powiatowym Polskiego Komisariatu Plebiscytowego w Rybniku, a po trzecim powstaniu śląskim w 1921 zajmował przy kontrolerze alianckim w Rybniku stanowisko polskiego doradcy na powiat i miasto Rybnik. Od 1922 pełnił funkcję lekarza powiatowego w Rybniku.
2 maja 1923 został odznaczony Krzyżem Kawalerskim Orderu Odrodzenia Polski „za zasługi, położone około przyłączenia Górnego Śląska do Rzeczypospolitej Polskiej”.
W 1936 przeniósł się do Poznania, gdzie z siostrzeńcem doktorem Franciszkiem Witaszkiem założył pierwszą w Polsce wytwórnię strun chirurgicznych. Podczas drugiej wojny światowej ukrywał się w Wielkopolsce. Wówczas stan jego zdrowia pogorszył się. W czerwcu 1943 przeniósł się do Krakowa, gdzie 5 sierpnia, w wieku 68 lat, zmarł w wyniku następstw choroby wrzodowej żołądka. Pochowany został w Krakowie. 
W 1960 jego prochy zostały przetransportowane do grobu rodzinnego w Rybniku.